# Palle Gris
Palle Gris er en børne-tv-serie med antropomorfe dyr. Hovedpersonen er den otteårige gris Palle, som bor på en bondegård i Irland. Centrale bipersoner er Palles venner, anden Dana og tyren Nando. Hvert afsnit er en rammefortælling, hvor Palle Gris, som nu er morfar, fortæller tre små grise historier fra den gang han var barn.